# مارلون لوبيز
مارلون لوبيز (بالإسبانية: Marlon López)‏ هو لاعب كرة قدم نيكاراغوي، ولد في 2 نوفمبر 1992 في ماناغوا في نيكاراغوا. لعب مع Real Estelí FC ‏.

## وصلات خارجية
- مارلون لوبيز على موقع قاعدة بيانات كرة القدم.إي يو (الإنجليزية)
- مارلون لوبيز على موقع ناشيونال فوتبول تيمز (الإنجليزية)
- مارلون لوبيز على موقع Soccerway.com (الإنجليزية)